# Callispa kabakovi
Callispa kabakovi es un coleóptero de la familia Chrysomelidae.
Fue descrita científicamente por primera vez en 1992 por L Medvedev.